# Mianmar nos Jogos Olímpicos de Verão de 1992
O Mianmar participou dos Jogos Olímpicos pela primeira vez sob essa denominação nos Jogos Olímpicos de Verão de 1992, em Barcelona, Espanha.

## Resultados por Evento

### Atletismo
Maratona masculina
- Myint Kan — 2:37.39 (→ 77º lugar)

Marcha atlética 10 km feminino
- Ma Kyin Lwan
  - Final — Desclassificada (→ sem classificação)